# Gaston Boissier
Marie Louis Antoine Gaston Boissier (15. srpna 1823, Nîmes – 15. června 1908, Viroflay) byl francouzský historik a filolog. Působil také jako profesor na Collège de France.

## Dílo
- Le Poète Attius, étude sur la tragédie latine pendant la République (1857)
- Étude sur la vie et les ouvrages de M. T. Varron (1861)
- La religion romaine, d'Auguste aux Antonins (1874)
- L'Opposition sous les Césars (1875)
- Promenades archéologiques – Rome et Pompéi (1880)
- Cicéron et ses amis. Étude sur la société romaine du temps de César (1884)
- Nouvelles promenades archéologiques – Horace et Virgile (1886)
- Madame de Sévigné (1887)
- L'Afrique romaine. Promenades archéologiques en Algérie et en Tunisie (1895)
- La Conjuration de Catilina (1905)
- La fin du paganisme – étude sur les dernières luttes religieuses en Occident au quatrième siècle (1891)
- Saint-Simon (1899)
- Tacite (1903)